# Isthmian League
La Isthmian League es una liga de fútbol regional que cubre las zonas de Londres y el sureste de Inglaterra. Es conocida también como Bostik League, el nombre que recibe por el patrocinador. 

## Denominaciones
Otros nombres que los patrocinadores han dado a esta liga han sido Rothmans Isthmian League, Berger Isthmian League, Servowarm Isthmian League, Vauxhall-Opel League, Vauxhall League, Diadora League e ICIS League.

## Historia de la Isthmian League
La Liga de Isthmian de Fútbol se formó en Inglaterra en el año de 1905 con solo seis clubes y siendo los London Caledonians los ganadores inaugurales. La liga sufrió una crisis en su tercera temporada, con tres clubes que optaron por unirse a la a la Alianza del Fútbol Aficionada, pero se reclutaron tres nuevos clubes, incluyendo el Dulwich Hamlet F.C, para reemplazarlos. La base filosófica de la Liga estuvo siempre centrada en el amateurismo, lo que incluía su nombre, "Isthmian", como homenaje a los Juegos Istmicos de la antigua Grecia.
Durante los años siguientes la Liga ganó una reputación para bien y se extendió tras la Primera Guerra Mundial. La temporada 1921/22 vio la Liga extender a 14 equipos con la admisión de Wimbledon F.C. y Wycombe Wanderers, pero los Dones encontraron el paso desde la Athenian League de fútbol aficionadomás difícil de los esperado y ganó solo siete de sus 26 partidos de la liga, llegando a afrontar el peligro de descenso. De hecho los Dones terminarían en la más bajo la mitad de la clasificación las siguientes cuatro temporadas hasta que un Wimbledon rejuvenecido, capitaneado por Edgar Goodens, acabó tercero, a pesar de la goleada recibida al final de la temporada, en la que el Dulwich Hamlet F.C. ganó 6-0 en Plough Lane.
El St Albans' City ganó los siguientes dos títulos, a pesar de los goles de William "Doc" Dowden, 32 y 37 goles para Wimbledon respectivamente. Nunhead ganó unos campeonatos muy ajustados posteriormente, antes de que Wimbledon celebrara diez temporadas como miembros de la Isthmian con su primer éxito del título en 1930/31, logrando nuevo registro de puntos, con 42 y ganando cinco ligas bajo la dirección de H.R. Watts. La liga se retuvo el año siguiente, con Dowden de nuevocomo máximo goleadorpor séptimo año consectutivo con 33 en todas las competiciones.
Wimbledon bajó al tercer puesto en la temporada 1933/34, detrás de Kingstonian F.C. y Dulwich Hamlet F.C., pero inmediatamente recobró el título. Después de la Segunda Guerra Mundial, la liga volvió en 1945/46 con Walthamstow Avenue y Romford F.C.  que reemplazan a London Caledonians y Nunhead. Wimbledon usó hasta a 46 jugadores en sus 26 partidos de la liga para acabar terminando en un desilusionante décimo puesto.
Leytonstone dominó las temporadas de posguerra, ganando cinco de los primeros seis campeonatos y el Wimbledon F.C. solo pudo lograr un segundo puesto como mejor puesto en 1952 - una temporada brevemente iluminada por las habilidades precoces de un jovencísimo (16 años) Johnny Haynes con la camiseta de los Dons, antes de volver de su cesión al Fulham F.C.
La renuncia del Clacton Town  creó una vacante en la Southern Football League, y el Wimbledon F.C se ofreció para ocuparla (se trataba de una división ya de carácter profesional). Después de una reunión tumultuosa de jugadores, dirección y otros interesados, en la que el presidente del equipo y su junta directiva amenazaron con la dimisión si el equipo seguía siendo amateur, la votación arrojó una clara mayoría a favor de la profesionalización, y poco después el Wimbledon F.C abandonó la Isthmian para unirse a la Southern Football League.
A lo largo de los años 70, la Liga comenzó a admitir jugadores y equipos profesionales. Posteriormente, en los años 1973 y 1977, se añadieron una segunda y tercera división respectivamente. Desacuerdos durante la creación de la National League provocaron que hasta 1985 el primer puesto en la Isthmian League no concediera el ascenso directo a la National League.
La división ha sido reorganizada sucesivamente en 2002, 2004, 2006 y 2017, configurando la actual competición con el formato que conocemos: una división superior, la Premier y tres divisiones inferiores organizadas geográficamente: Norte, Sureste y Sur Central.
Ha disfrutado el patrocinio de varios compañías principales que van de Rothmans en 1974 hasta Ryman, que finalizó su esponsorización en la temporada 2016-17. Actualmente está patrocinada por la empresa de adhesivo Bostik.

## Isthmian League Campeones
A continuación se muestra el historial de campeones de la competición desde su creación:
| Temporada | Premier Division                         |
| --------- | ---------------------------------------- |
| 1905-06   | London Caledonians                       |
| 1906-07   | Ilford                                   |
| 1907-08   | London Caledonians                       |
| 1908-09   | Bromley                                  |
| 1909-10   | Bromley                                  |
| 1910-11   | Clapton                                  |
| 1911-12   | London Caledonians                       |
| 1912-13   | London Caledonians                       |
| 1913-14   | London Caledonians                       |
| 1914-19   | Paréntesis por la Primera Guerra Mundial |
| 1919      | Leytonstone                              |
| 1919-20   | Dulwich Hamlet                           |
| 1920-21   | Ilford                                   |
| 1921-22   | Ilford                                   |
| 1922-23   | Clapton                                  |
| 1923-24   | St Albans City                           |
| 1924-25   | London Caledonians                       |
| 1925-26   | Dulwich Hamlet                           |
| 1926-27   | St Albans City                           |
| 1927-28   | St Albans City                           |
| 1928-29   | Nunhead                                  |
| 1929-30   | Nunhead                                  |
| 1930-31   | Wimbledon                                |
| 1931-32   | Wimbledon                                |
| 1932-33   | Dulwich Hamlet                           |
| 1933-34   | Kingstonian                              |
| 1934-35   | Wimbledon                                |
| 1935-36   | Wimbledon                                |
| 1936-37   | Kingstonian                              |
| 1937-38   | Leytonstone                              |
| 1938-39   | Leytonstone                              |
| 1939-45   | Paréntesis por la Segunda Guerra Mundial |
| 1945-46   | Walthamstow Avenue                       |
| 1946-47   | Leytonstone                              |
| 1947-48   | Leytonstone                              |
| 1948-49   | Dulwich Hamlet                           |
| 1949-50   | Leytonstone                              |
| 1950-51   | Leytonstone                              |
| 1951-52   | Leytonstone                              |
| 1952-53   | Walthamstow Avenue                       |
| 1953-54   | Bromley                                  |
| 1954-55   | Walthamstow Avenue                       |
| 1955-56   | Wycombe Wanderers                        |
| 1956-57   | Wycombe Wanderers                        |
| 1957-58   | Tooting & Mitcham United                 |
| 1958-59   | Wimbledon                                |
| 1959-60   | Tooting & Mitcham United                 |
| 1960-61   | Bromley                                  |
| 1961-62   | Wimbledon                                |
| 1962-63   | Wimbledon                                |
| 1963-64   | Wimbledon                                |
| 1964-65   | Hendon                                   |
| 1965-66   | Leytonstone                              |
| 1966-67   | Sutton United                            |
| 1967-68   | Enfield                                  |
| 1968-69   | Enfield                                  |
| 1969-70   | Enfield                                  |
| 1970-71   | Wycombe Wanderers                        |
| 1971-72   | Wycombe Wanderers                        |
| 1972-73   | Hendon                                   |

Para la temporada 1974-75, fue añadida la Division One.
| Temporada | Premier Division  | Division One |
| --------- | ----------------- | ------------ |
| 1973-74   | Wycombe Wanderers | Dagenham     |
| 1974-75   | Wycombe Wanderers | Staines Town |
| 1975-76   | Enfield           | Tilbury      |
| 1976-77   | Enfield           | Boreham Wood |

Para la temporada 1977-78, fue añadida la Division Two.
| Temporada | Premier Division     | Division One       | Division Two     |
| --------- | -------------------- | ------------------ | ---------------- |
| 1977-78   | Enfield              | Dulwich Hamlet     | Epsom & Ewell    |
| 1978-79   | Barking              | Harrow Borough     | Farnborough Town |
| 1979-80   | Enfield              | Leytonstone/Ilford | Billericay Town  |
| 1980-81   | Slough Town          | Bishop's Stortford | Feltham          |
| 1981-82   | Leytonstone & Ilford | Wokingham Town     | Worthing         |
| 1982-83   | Wycombe Wanderers    | Worthing           | Clapton          |
| 1983-84   | Harrow Borough       | Windsor & Eton     | Basildon United  |

Para la temporada 1984-85, la Division Two se reorganizó en las regiones North (norte) y South (sur).
| Temporada | Premier Division   | Division One       | Division Two North | Division Two South |
| --------- | ------------------ | ------------------ | ------------------ | ------------------ |
| 1984-85   | Sutton United      | Farnborough Town   | Leyton Wingate     | Grays Athletic     |
| 1985-86   | Sutton United      | St Albans City     | Stevenage Borough  | Southwick          |
| 1986-87   | Wycombe Wanderers  | Leytonstone/Ilford | Chesham United     | Woking             |
| 1987-88   | Yeovil Town        | Marlow             | Wivenhoe Town      | Chalfont St Peter  |
| 1988-89   | Leytonstone/Ilford | Staines Town       | Harlow Town        | Dorking            |
| 1989-90   | Sutton United      | Wivenhoe Town      | Heybridge Swifts   | Yeading            |
| 1990-91   | Redbridge Forest   | Chesham United     | Stevenage Borough  | Abingdon Town      |

Para la temporada 1991-92, las divisiones Two North y South vuelven a fusionarse y se añade la Division Three.
| Temporada | Premier Division       | Division One       | Division Two             | Division Three       |
| --------- | ---------------------- | ------------------ | ------------------------ | -------------------- |
| 1991-92   | Woking                 | Stevenage Borough  | Purfleet                 | Edgware Town         |
| 1992-93   | Chesham United         | Hitchin Town       | Worthing                 | Aldershot Town       |
| 1993-94   | Stevenage Borough      | Bishop's Stortford | Newbury Town             | Bracknell Town       |
| 1994-95   | Enfield                | Boreham Wood       | Thame United             | Collier Row          |
| 1995-96   | Hayes                  | Oxford City        | Canvey Island            | Horsham              |
| 1996-97   | Yeovil Town            | Chesham United     | Collier Row & Romford    | Wealdstone           |
| 1997-98   | Kingstonian            | Aldershot Town     | Canvey Island            | Hemel Hempstead Town |
| 1998-99   | Sutton United          | Canvey Island      | Bedford Town             | Ford United          |
| 1999-00   | Dagenham & Redbridge   | Croydon            | Hemel Hempstead Town     | East Thurrock United |
| 2000-01   | Farnborough Town       | Boreham Wood       | Tooting & Mitcham United | Arlesey Town         |
| 2001-02   | Gravesend & Northfleet | Ford United        | Lewes                    | Croydon Athletic     |

Para la temporada 2002-03, la Division One se reorganiza en las regiones North y South y la Division Three pasa a ser la Division Two.
| Temporada | Premier Division | Division One North | Division One South  | Division Two  |
| --------- | ---------------- | ------------------ | ------------------- | ------------- |
| 2002-03   | Aldershot Town   | Northwood          | Carshalton Athletic | Cheshunt      |
| 2003-04   | Canvey Island    | Yeading            | Lewes               | Leighton Town |

Para la temporada 2002-03, la Division Two fue disuelta y las divisiones One North y South se frusionan en las nuevas divisiones One and Two.
| Temporada | Premier Division | Division One  | Division Two |
| --------- | ---------------- | ------------- | ------------ |
| 2004-05   | Yeading          | AFC Wimbledon | Ilford       |
| 2005-06   | Braintree Town   | Ramsgate      | Ware         |

Para la temporada 2006-07, las divisiones One y Two vuelven a ser reorganizadas en las regiones One North y South.
| Temporada | Premier Division           | Division One North   | Division One South       |
| --------- | -------------------------- | -------------------- | ------------------------ |
| 2006-07   | Hampton & Richmond Borough | AFC Hornchurch       | Maidstone United         |
| 2007–08   | Chelmsford City            | Dartford             | Dover Athletic           |
| 2008–09   | Dover Athletic             | Aveley               | Kingstonian              |
| 2009–10   | Dartford                   | Lowestoft Town       | Croydon Athletic         |
| 2010–11   | Sutton United              | East Thurrock United | Metropolitan Police      |
| 2011–12   | Billericay Town            | Leiston              | Whitehawk                |
| 2012–13   | Whitehawk                  | Grays Athletic       | Dulwich Hamlet           |
| 2013–14   | Wealdstone                 | VCD Athletic         | Peacehaven & Telscombe   |
| 2014–15   | Maidstone United           | Needham Market       | Burgess Hill Town        |
| 2015–16   | Hampton & Richmond Borough | AFC Sudbury          | Folkestone Invicta       |
| 2016–17   | Havant & Waterlooville     | Brightlingsea Regent | Tooting & Mitcham United |
| 2017–18   | Billericay Town            | AFC Hornchurch       | Carshalton Athletic      |

Para la temporada 2018-19, las dos divisiones One, vuelven a ser reorganizadas y pasan a ser 3: North, South Central y South East.
| Temporada | Premier Division  | North Division   | South Central Division | South East Division |
| --------- | ----------------- | ---------------- | ---------------------- | ------------------- |
| 2018–19   | Dorking Wanderers | Bowers & Pitsea  | Hayes & Yeading United | Cray Wanderers      |
| 2019–201  | Worthing          | Maldon & Tiptree | Ware                   | Hastings United     |
| 2020–212  | Worthing          | Tilbury          | Waltham Abbey          | Hastings United     |
| 2021–22   | Worthing          | Aveley           | Bracknell Town         | Hastings United     |

1 La temporada 2019-20 fue terminado el 26 de marzo de 2020 debido a la Pandemia de COVID-19; los equipos enlistados aquí que estaban en el primer puesto de la clasificación en el momento de la rescisión, no fueron reconocidos como campeones.
2 La temporada 2020-21 fue terminado el 24 de febrero de 2021 debido a la Pandemia de COVID-19; los equipos enlistados aquí que estaban en el primer puesto de la clasificación en el momento de la rescisión, no fueron reconocidos como campeones.

## Equipos 2021-22

### Premier Division
| Club                 | Localización         | Estadio                                                 |
| -------------------- | -------------------- | ------------------------------------------------------- |
| Bishop's Stortford   | Bishop's Stortford   | Woodside Park                                           |
| Bognor Regis Town    | Bognor Regis         | Nyewood Lane                                            |
| Bowers & Pitsea      | Pitsea               | Len Salmon Stadium                                      |
| Brightlingsea Regent | Brightlingsea        | North Road                                              |
| Carshalton Athletic  | Carshalton           | War Memorial Sports Ground                              |
| Cheshunt             | Cheshunt             | Theobalds Lane                                          |
| Corinthian-Casuals   | Tolworth             | King George's Field                                     |
| Cray Wanderers       | St Mary Cray         | Hayes Lane (Compartido con Bromley)                     |
| East Thurrock United | Corringham           | Rookery Hill                                            |
| Enfield Town         | Enfield              | Queen Elizabeth II Stadium                              |
| Folkestone Invicta   | Folkestone           | Cheriton Road                                           |
| Haringey Borough     | Tottenham            | Coles Park                                              |
| AFC Hornchurch       | Hornchurch           | Hornchurch Stadium                                      |
| Horsham              | Horsham              | The Camping World Community Stadium                     |
| Kingstonian          | Kingston upon Thames | King George's Field (Compartido con Corinthian-Casuals) |
| Leatherhead          | Leatherhead          | Fetcham Grove                                           |
| Lewes                | Lewes                | The Dripping Pan                                        |
| Margate              | Margate              | Hartsdown Park                                          |
| Merstham             | Merstham             | Moatside                                                |
| Potters Bar Town     | Potters Bar          | Parkfield                                               |
| Wingate & Finchley   | Finchley             | The Maurice Rebak Stadium                               |
| Worthing             | Worthing             | Woodside Road                                           |

### North Division
| Club                       | Localización    | Estadio                                    |
| -------------------------- | --------------- | ------------------------------------------ |
| AFC Sudbury                | Sudbury         | King's Marsh                               |
| Aveley                     | Aveley          | Parkside                                   |
| Barking                    | Barking         | Mayesbrook Park                            |
| Basildon United            | Basildon        | Gardiners Close                            |
| Brentwood Town             | Brentwood       | The Brentwood Centre Arena                 |
| Bury Town                  | Bury St Edmunds | Ram Meadow                                 |
| Canvey Island              | Canvey Island   | Park Lane                                  |
| Coggeshall Town            | Coggeshall      | West Street                                |
| Dereham Town               | Dereham         | Aldiss Park                                |
| Felixstowe & Walton United | Felixstowe      | Dellwood Avenue                            |
| Grays Athletic             | Grays           | Parkside (groundshare with Aveley)         |
| Great Wakering Rovers      | Great Wakering  | Burroughs Park                             |
| Hashtag United             | Pitsea          | Len Salmon Stadium                         |
| Heybridge Swifts           | Heybridge       | Scraley Road                               |
| Hullbridge Sports          | Hullbridge      | Lower Road                                 |
| Maldon & Tiptree           | Maldon          | Wallace Binder Ground                      |
| Romford                    | Romford         | Mayesbrook Park (groundshare with Barking) |
| Stowmarket Town            | Stowmarket      | Greens Meadow                              |
| Tilbury                    | Tilbury         | Chadfields                                 |
| Witham Town                | Witham          | Spa Road                                   |

### South Central Division
| Club                     | Localización        | Estadio                      |
| ------------------------ | ------------------- | ---------------------------- |
| Ashford Town (Middlesex) | Ashford             | Robert Parker Stadium        |
| Basingstoke Town         | Basingstoke         | Winklebury Football Complex  |
| Bedfont Sports           | Bedfont             | Bedfont Recreation Ground    |
| Binfield                 | Binfield            | Hill Farm Lane               |
| Bracknell Town           | Sandhurst           | SB Stadium                   |
| Chalfont St Peter        | Chalfont St Peter   | Mill Meadow                  |
| Chertsey Town            | Chertsey            | Alwyns Lane                  |
| Chipstead                | Chipstead           | High Road                    |
| Guernsey                 | Saint Peter Port    | Footes Lane                  |
| Hanwell Town             | Perivale            | Powerday Stadium             |
| Marlow                   | Marlow              | Alfred Davis Memorial Ground |
| Northwood                | Northwood           | Northwood Park               |
| South Park               | Reigate             | King George's Field          |
| Staines Town             | Staines-upon-Thames | Wheatsheaf Park              |
| Thatcham Town            | Thatcham            | Waterside Park               |
| Tooting & Mitcham United | Mitcham             | Imperial Fields              |
| Uxbridge                 | West Drayton        | Honeycroft                   |
| Westfield (Surrey)       | Woking (Westfield)  | Woking Park                  |

### South East Division
| Club                    | Localización            | Estadio               |
| ----------------------- | ----------------------- | --------------------- |
| Ashford United          | Ashford (Kent)          | The Homelands         |
| Burgess Hill Town       | Burgess Hill            | Leylands Park         |
| Chichester City         | Chichester              | Oaklands Park         |
| Corinthian (Kent)       | Hartley                 | Gay Dawn Farm         |
| Cray Valley Paper Mills | Eltham                  | Badgers Sports Ground |
| East Grinstead Town     | East Grinstead          | East Court            |
| Faversham Town          | Faversham               | Salters Lane          |
| Hastings United         | Hastings                | The Pilot Field       |
| Haywards Heath Town     | Haywards Heath          | Hanbury Park          |
| Herne Bay               | Herne Bay               | Winch's Field         |
| Hythe Town              | Hythe                   | Reachfields Stadium   |
| Lancing                 | Lancing                 | Culver Road           |
| Phoenix Sports          | Barnehurst              | Victory Road          |
| Ramsgate                | Ramsgate                | Southwood Stadium     |
| Sevenoaks Town          | Sevenoaks               | Greatness Park        |
| Sittingbourne           | Sittingbourne           | Woodstock Park        |
| Three Bridges           | Crawley (Three Bridges) | Jubilee Field         |
| VCD Athletic            | Crayford                | Oakwood               |
| Whitehawk               | Brighton Whitehawk)     | The Enclosed Ground   |
| Whitstable Town         | Whitstable              | The Belmont Ground    |

## Clasificación

### Premier Division
| Pos. | Equipos                  | PJ | G  | E  | P  | GF  | GC | Dif. | Pts. |
| ---- | ------------------------ | -- | -- | -- | -- | --- | -- | ---- | ---- |
| 1.   | Worthing (C, P)          | 42 | 31 | 4  | 7  | 100 | 45 | +55  | 97   |
| 2.   | Bishop's Stortford(P)    | 42 | 25 | 12 | 5  | 89  | 33 | +56  | 87   |
| 3.   | Enfield Town (P)         | 42 | 26 | 6  | 10 | 91  | 57 | +34  | 84   |
| 4.   | Hornchurch (P)           | 42 | 25 | 6  | 11 | 89  | 42 | +47  | 81   |
| 5.   | Cheshunt (O, P)          | 42 | 22 | 10 | 10 | 71  | 40 | +31  | 76   |
| 6.   | Folkestone Invicta       | 42 | 20 | 12 | 10 | 85  | 62 | +23  | 72   |
| 7.   | Lewes                    | 42 | 20 | 10 | 12 | 89  | 63 | +26  | 70   |
| 8.   | Margate                  | 42 | 19 | 8  | 15 | 60  | 62 | -2   | 65   |
| 9.   | Bognor Regis Town        | 42 | 15 | 14 | 13 | 62  | 58 | +4   | 59   |
| 10.  | Kingstonian              | 42 | 17 | 8  | 17 | 68  | 71 | -3   | 59   |
| 11.  | Horsham                  | 42 | 16 | 9  | 17 | 66  | 58 | +8   | 57   |
| 12.  | Carshalton Athletic      | 42 | 15 | 12 | 15 | 65  | 57 | +8   | 57   |
| 13.  | Potters Bar Town         | 42 | 16 | 5  | 21 | 54  | 74 | -20  | 53   |
| 14.  | Corinthian-Casuals       | 42 | 13 | 13 | 16 | 51  | 58 | -7   | 52   |
| 15.  | Wingate & Finchley       | 42 | 13 | 10 | 19 | 60  | 74 | -14  | 49   |
| 16.  | Bowers & Pitsea          | 42 | 12 | 9  | 21 | 54  | 72 | -18  | 45   |
| 17.  | Haringey Borough         | 42 | 9  | 15 | 18 | 57  | 81 | -24  | 42   |
| 18.  | Brightlingsea Regent     | 42 | 11 | 6  | 25 | 44  | 92 | -48  | 39   |
| 19.  | Cray Wanderers (D)       | 42 | 10 | 9  | 23 | 64  | 85 | -21  | 36a  |
| 20.  | Leatherhead (D)          | 42 | 9  | 9  | 24 | 43  | 83 | -40  | 36   |
| 21.  | East Thurrock United (D) | 42 | 9  | 8  | 25 | 44  | 98 | -54  | 35   |
| 22.  | Merstham (D)             | 42 | 10 | 3  | 29 | 43  | 84 | -41  | 33   |

a. Cray Wanderers fue Reducido 3 puntos por hacer jugar a un Jugador Inelegible

### Play-off
|  | Semifinales | Semifinales        | Semifinales |                |   | Final    | Final | Final |  |
|  |             |                    |             |                |   |          |       |       |  |
|  |             |                    |             |                |   |          |       |       |  |
|  | 2           | Bishop's Stortford | 2           |                |   |          |       |       |  |
|  | 2           | Bishop's Stortford | 2           |                |   |          |       |       |  |
|  | 5           | Cheshunt           | 3           |                |   |          |       |       |  |
|  | 5           | Cheshunt           | 3           |                | 5 | Cheshunt | 2     |       |  |
|  |             |                    |             |                | 5 | Cheshunt | 2     |       |  |
|  |             |                    | 4           | AFC Hornchurch | 1 |          |       |       |  |
|  | 3           | Enfield Town       | 4           | AFC Hornchurch | 1 | 2        |       |       |  |
|  | 3           | Enfield Town       |             |                |   | 2        |       |       |  |
|  | 4           | AFC Hornchurch     | 3           |                |   |          |       |       |  |
|  | 4           | AFC Hornchurch     | 3           |                |   |          |       |       |  |
|  |             |                    |             |                |   |          |       |       |  |

### North Division
| Pos. | Equipos                        | PJ | G  | E  | P  | GF  | GC  | Dif. | Pts. |
| ---- | ------------------------------ | -- | -- | -- | -- | --- | --- | ---- | ---- |
| 1.   | Aveley (C, P)                  | 38 | 24 | 8  | 6  | 94  | 37  | +57  | 80   |
| 2.   | Canvey Island (P)              | 38 | 24 | 6  | 8  | 100 | 42  | +58  | 78   |
| 3.   | Brentwood Town (P)             | 38 | 24 | 3  | 11 | 73  | 41  | +32  | 75   |
| 4.   | Stowmarket Town (P)            | 38 | 21 | 10 | 7  | 75  | 39  | +36  | 73   |
| 5.   | Felixstowe & Walton United (P) | 38 | 23 | 3  | 12 | 60  | 45  | +15  | 72   |
| 6.   | Grays Athletic                 | 38 | 20 | 8  | 10 | 69  | 38  | +31  | 68   |
| 7.   | AFC Sudbury                    | 38 | 18 | 9  | 11 | 57  | 46  | +11  | 63   |
| 8.   | Hashtag United                 | 38 | 18 | 8  | 12 | 60  | 49  | +11  | 62   |
| 9.   | Maldon & Tiptree               | 38 | 18 | 6  | 14 | 74  | 63  | +11  | 60   |
| 10.  | Dereham Town                   | 38 | 19 | 3  | 16 | 63  | 53  | +10  | 60   |
| 11.  | Heybridge Swifts               | 38 | 16 | 5  | 17 | 77  | 73  | +4   | 53   |
| 12.  | Bury Town                      | 38 | 12 | 8  | 18 | 63  | 71  | -8   | 44   |
| 13.  | Coggeshall Town                | 38 | 11 | 10 | 17 | 53  | 68  | -15  | 43   |
| 14.  | Tilbury                        | 38 | 11 | 8  | 19 | 57  | 68  | -11  | 41   |
| 15.  | Great Wakering Rovers          | 38 | 10 | 10 | 18 | 58  | 74  | -16  | 40   |
| 16.  | Hullbridge Sports              | 38 | 10 | 9  | 19 | 43  | 72  | -29  | 39   |
| 17.  | Basildon United                | 38 | 9  | 8  | 21 | 35  | 60  | -25  | 35   |
| 18.  | Witham Town (PO)               | 38 | 7  | 12 | 19 | 40  | 71  | -31  | 33   |
| 19.  | Barking (D)                    | 38 | 9  | 8  | 21 | 51  | 79  | -28  | 32a  |
| 20.  | Romford (D)                    | 38 | 3  | 4  | 31 | 26  | 139 | -113 | 13   |

a. Barking fue Reducido -3 puntos por Romper el Reglamento.

### Play-off
|  | Semifinales | Semifinales                | Semifinales |                |      | Final         | Final | Final |  |
|  |             |                            |             |                |      |               |       |       |  |
|  |             |                            |             |                |      |               |       |       |  |
|  | 2           | Canvey Island              | 3           |                |      |               |       |       |  |
|  | 2           | Canvey Island              | 3           |                |      |               |       |       |  |
|  | 5           | Felixstowe & Walton United | 1           |                |      |               |       |       |  |
|  | 5           | Felixstowe & Walton United | 1           |                | 2    | Canvey Island | 1(4)  |       |  |
|  |             |                            |             |                | 2    | Canvey Island | 1(4)  |       |  |
|  |             |                            | 3           | Brentwood Town | 1(1) |               |       |       |  |
|  | 3           | Brentwood Town             | 3           | Brentwood Town | 1(1) | 2             |       |       |  |
|  | 3           | Brentwood Town             |             |                |      | 2             |       |       |  |
|  | 4           | Stowmarket Town            | 1           |                |      |               |       |       |  |
|  | 4           | Stowmarket Town            | 1           |                |      |               |       |       |  |
|  |             |                            |             |                |      |               |       |       |  |

### South Central Division
| Pos. | Equipos                  | PJ | G  | E  | P  | GF | GC  | Dif. | Pts. |
| ---- | ------------------------ | -- | -- | -- | -- | -- | --- | ---- | ---- |
| 1.   | Bracknell Town (C, P)    | 36 | 31 | 3  | 2  | 90 | 12  | +78  | 96   |
| 2.   | Chertsey Town (P)        | 36 | 23 | 7  | 6  | 81 | 40  | +41  | 76   |
| 3.   | Bedfont Sports (P)       | 36 | 22 | 8  | 6  | 86 | 47  | +39  | 74   |
| 4.   | Hanwell Town (O, P)      | 36 | 21 | 9  | 6  | 83 | 37  | +46  | 72   |
| 5.   | Basingstoke Town (P)     | 36 | 21 | 7  | 8  | 65 | 49  | +16  | 70   |
| 6.   | Uxbridge                 | 36 | 19 | 9  | 8  | 64 | 42  | +22  | 66   |
| 7.   | Marlow                   | 36 | 18 | 7  | 11 | 52 | 40  | +12  | 61   |
| 8.   | Binfield                 | 36 | 14 | 11 | 11 | 57 | 50  | +7   | 53   |
| 9.   | South Park               | 36 | 14 | 9  | 13 | 67 | 53  | +14  | 51   |
| 10.  | Chipstead                | 36 | 12 | 12 | 12 | 60 | 52  | +8   | 48   |
| 11.  | Northwood                | 36 | 12 | 6  | 18 | 51 | 67  | -16  | 42   |
| 12.  | Thatcham Town            | 36 | 10 | 8  | 18 | 48 | 65  | -17  | 38   |
| 13.  | Ashford Town             | 36 | 12 | 2  | 22 | 42 | 60  | -18  | 38   |
| 14.  | Guernsey                 | 36 | 9  | 9  | 18 | 60 | 79  | -19  | 36   |
| 15.  | Tooting & Mitcham United | 36 | 9  | 7  | 20 | 42 | 56  | -14  | 34   |
| 16.  | Westfield                | 36 | 7  | 13 | 16 | 38 | 54  | -16  | 34   |
| 17.  | Sutton Common Rovers     | 36 | 10 | 4  | 22 | 46 | 82  | -36  | 34   |
| 18.  | Chalfont St Peter (PO)   | 36 | 6  | 3  | 27 | 31 | 83  | -52  | 21   |
| 19.  | Staines Town (D)         | 36 | 4  | 2  | 30 | 32 | 127 | -95  | 14   |
| 20.  | Whyteleafe (D)           | 0  | 0  | 0  | 0  | 0  | 0   | 0    | 0a   |

a. Whyteleafe Fue Resignado de la Isthmian League South Central Division.

### Play-off
|  | Semifinales | Semifinales      | Semifinales |              |   | Final         | Final | Final |  |
|  |             |                  |             |              |   |               |       |       |  |
|  |             |                  |             |              |   |               |       |       |  |
|  | 2           | Chertsey Town    | 4           |              |   |               |       |       |  |
|  | 2           | Chertsey Town    | 4           |              |   |               |       |       |  |
|  | 5           | Basingstoke Town | 1           |              |   |               |       |       |  |
|  | 5           | Basingstoke Town | 1           |              | 2 | Chertsey Town | 2     |       |  |
|  |             |                  |             |              | 2 | Chertsey Town | 2     |       |  |
|  |             |                  | 4           | Hanwell Town | 3 |               |       |       |  |
|  | 3           | Bedfont Sports   | 4           | Hanwell Town | 3 | 1             |       |       |  |
|  | 3           | Bedfont Sports   |             |              |   | 1             |       |       |  |
|  | 4           | Hanwell Town     | 3           |              |   |               |       |       |  |
|  | 4           | Hanwell Town     | 3           |              |   |               |       |       |  |
|  |             |                  |             |              |   |               |       |       |  |

### South East Division
| Pos. | Equipos                     | PJ | G  | E  | P  | GF | GC | Dif. | Pts. |
| ---- | --------------------------- | -- | -- | -- | -- | -- | -- | ---- | ---- |
| 1.   | Hastings United (C, P)      | 38 | 27 | 4  | 7  | 82 | 33 | +49  | 85   |
| 2.   | Ashford United (P)          | 38 | 22 | 6  | 10 | 79 | 48 | +31  | 72   |
| 3.   | Herne Bay (O, P)            | 38 | 21 | 7  | 10 | 63 | 34 | +29  | 70   |
| 4.   | Haywards Heath Town (P)     | 38 | 19 | 10 | 9  | 51 | 33 | +18  | 67   |
| 5.   | Cray Valley Paper Mills (P) | 38 | 19 | 9  | 10 | 70 | 48 | +22  | 66   |
| 6.   | Ramsgate                    | 38 | 20 | 5  | 13 | 80 | 52 | +28  | 65   |
| 7.   | Burgess Hill Town           | 38 | 18 | 8  | 12 | 57 | 47 | +10  | 62   |
| 8.   | Corinthian                  | 38 | 16 | 11 | 11 | 50 | 39 | +11  | 59   |
| 9.   | VCD Athletic                | 38 | 15 | 9  | 14 | 66 | 54 | +12  | 54   |
| 10.  | Sittingbourne               | 38 | 15 | 7  | 16 | 47 | 51 | -4   | 52   |
| 11.  | Chichester City             | 38 | 13 | 10 | 15 | 48 | 43 | +5   | 49   |
| 12.  | Faversham Town              | 38 | 14 | 7  | 17 | 43 | 56 | -13  | 49   |
| 13.  | Sevenoaks Town              | 38 | 15 | 3  | 20 | 54 | 66 | -12  | 48   |
| 14.  | Three Bridges               | 38 | 11 | 11 | 16 | 60 | 75 | -15  | 44   |
| 15.  | East Grinstead Town         | 38 | 10 | 11 | 17 | 36 | 66 | -30  | 41   |
| 16.  | Whitehawk                   | 38 | 9  | 12 | 17 | 39 | 54 | -15  | 39   |
| 17.  | Hythe Town                  | 38 | 10 | 9  | 19 | 40 | 72 | -32  | 39   |
| 18.  | Lancing (PO)                | 38 | 9  | 9  | 20 | 34 | 65 | -31  | 36   |
| 19.  | Phoenix Sports (D)          | 38 | 9  | 6  | 23 | 35 | 64 | -29  | 33   |
| 20.  | Whitstable Town (D)         | 38 | 8  | 6  | 24 | 39 | 73 | -34  | 30   |

### Play-off
|  | Semifinales | Semifinales             | Semifinales |           |   | Final          | Final | Final |  |
|  |             |                         |             |           |   |                |       |       |  |
|  |             |                         |             |           |   |                |       |       |  |
|  | 2           | Ashford United          | 1           |           |   |                |       |       |  |
|  | 2           | Ashford United          | 1           |           |   |                |       |       |  |
|  | 5           | Cray Valley Paper Mills | 0           |           |   |                |       |       |  |
|  | 5           | Cray Valley Paper Mills | 0           |           | 2 | Ashford United | 0     |       |  |
|  |             |                         |             |           | 2 | Ashford United | 0     |       |  |
|  |             |                         | 3           | Herne Bay | 2 |                |       |       |  |
|  | 3           | Herne Bay               | 3           | Herne Bay | 2 | 3(6)           |       |       |  |
|  | 3           | Herne Bay               |             |           |   | 3(6)           |       |       |  |
|  | 4           | Haywards Heath Town     | 3(5)        |           |   |                |       |       |  |
|  | 4           | Haywards Heath Town     | 3(5)        |           |   |                |       |       |  |
|  |             |                         |             |           |   |                |       |       |  |